# مارنن
مارنن (به هلندی: Maarn) یک منطقهٔ مسکونی در هلند است که در اوترختسه هئوفل‌روخ واقع شده‌است. مارنن ۴٬۶۵۱ نفر جمعیت دارد.